# Kisung femminile
Il Kisung femminile è una competizione di Go sudcoreana riservata alle professioniste.
Le 16 partecipanti si affrontano in un torneo a eliminazione diretta, con finale al meglio dei tre incontri. La borsa della vincitrice è di 50 milioni di won, quella della seconda arrivata di 20 milioni di won; il tempo principale è di 1 ora ciascuna, con 3 conti alla rovescia da 40 secondi.

## Albo d'oro

### «Vecchio» Kisung
| Anno | Edizione | Vincitrice     | Seconda classificata |
| ---- | -------- | -------------- | -------------------- |
| 2006 | 1        | Rui Naiwei     | Kim Se-sil           |
| 2007 | 2        | Rui Naiwei     | Kim Hyeoimin         |
| 2008 | 3        | Rui Naiwei     | Kim Yoon-young       |
| 2010 | 4        | Kim Yoon-young | Park Ji-yun          |
| 2011 | 5        | Rui Naiwei     | Choi Jeong           |
| 2013 | 6        | Choi Jeong     | Park Ji-eun          |

### «Nuovo» Kisung
| Anno | Edizione | Vincitrice   | Punteggio | Seconda classificata |
| ---- | -------- | ------------ | --------- | -------------------- |
| 2017 | 1        | Kim Da-yeong | 2-1       | O Yu-jin             |
| 2018 | 2        | Choi Jeong   | 2-0       | Kim Hyeoimin         |
| 2019 | 3        | Choi Jeong   | 2-0       | Kim Chae-yeong       |
| 2020 | 4        | Choi Jeong   | 2-0       | Kim Chae-yeong       |
| 2021 | 5        | O Yu-jin     | 2-0       | Choi Jeong           |
| 2022 | 6        | Choi Jeong   | 2-0       | Kim Eun-ji           |
| 2023 | 7        | Kim Eun-ji   | 2-1       | Choi Jeong           |
| 2024 | 8        | Choi Jeong   | 2-1       | Nakamura Sumire      |